# Кантрида
Кантрида е стадион, намиращ се в хърватския град Риека. Има капацитет от 12 600 зрители и се използва от футболния отбор НК Риека. Името му идва от едноименния квартал, разположен в западната част на града.

## История
Стадионът е построен на мястото на каменна кариера, което обуславя и уникалния му вид — от едната страна е притиснат от надвисналите скали, а от другата от морския бряг. Първият футболен мач на стадиона се провежда през 1913 между Риека (тогава под името Виктория) и Граджански Загреб (вече несъществуващ).

## Проект за нов стадион
През юли 2014 година президентът на НК Риека представя подробен проект за нов стадион, разработен от италианския архитект Джино Дзаванела, проектирал и новия стадион на Ювентус. Той ще има 14 600 места, всичките покрити и ще е от четвърта категория. Приблизителната му цена ще е 22 милиона евро и ще бъде финансиран от частни инвеститори. Ще бъде построен на мястото на сегашния Кантрида, който е планиран да бъде разрушен през декември 2014. Новият стадион се очаква да бъде открит през юни 2016.